# Екологічне покоління
Екологічне покоління (Покоління екологістів, фр. Génération écologie) — зелена французька політична партія. Заснували 1990 року Бріс Лалонд і Жан-Луї Борлоо з ініціативи тодішнього президента Франції Франсуа Міттерана. Лідер партії від 2011 року — Ів П'єтрасанта. Раніше партію очолювали Бріс Лалонд (1991—2002), Франс Гаммір (2002—2008), Жан-Ноель Дебройс (2008—2011).
Партія брала участь у трьох парламентських виборах 1993, 2002, 2007 років, на яких партія жодного разу не провела в парламент представника. На президентських виборах 2007 року підтримали кандидатуру Антуана Вехтера, лідера Руху незалежних екологістів. 2009 року партія брала участь у виборах до Європарламенту в альянсі з тією ж партією, але за підсумками голосування альянс не зміг провести жодного представника.
Попри належність більшості зелених партій до лівоцентристського політичного спектру і минулий зв'язок з Соціалістичною партією, дотримується правоцентристських поглядів, заснованих на ідеології зеленого консерватизму. Нині близька до Лівої радикальної партії.